# Ermita de San Cristóbal (Perelló)

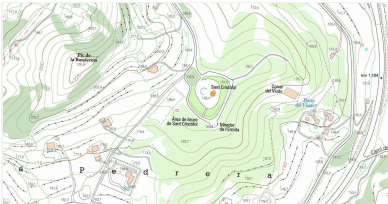
Localización de la ermita

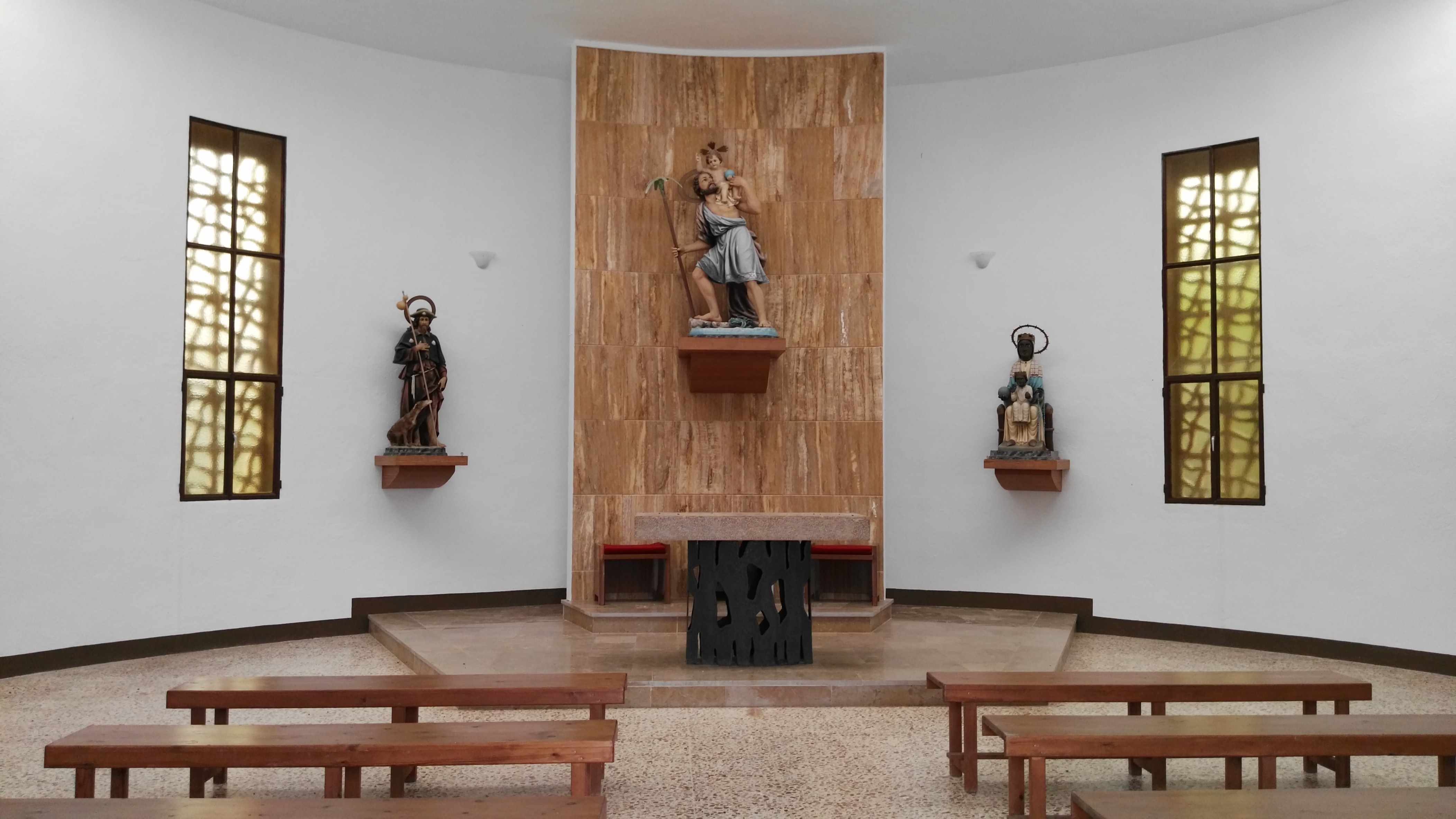
Interior de l'ermita de San Cristòfol

La ermita de Cristòfol, también es conocida como el Mirador del Delta, está en las afueras del pueblo, de El Perelló, un municipio de la provincia de Tarragona. Situado en la comarca de Bajo Ebro.

## Historia
En el 1885 se empezó la construcción de la ermita para cumplir la promesa que se hizo a San Roque para que librase a los habitantes de la terrible epidemia de cólera. Esta ermita se empezó pero no se pudo terminar. Pasados más de 90 años, finalmente, en el mismo solar, se terminó y, el día 11 de julio de 1976, el Sr.obispo Ricard Carles y Grodó bendijo la ermita que está dedicada a San Cristóbal (protector de los conductores), a la Virgen de Montserrat (patrona de Cataluña) y San Roque a quien se había hecho la promesa.

## Descripción
Ermita de planta circular de 12 m de diámetro. La planta viene dada por seis contrafuertes que sirven de estructura para formar este círculo. En la parte central superior de la fachada se encuentra una pieza triangular a modo de espadaña. En la parte superior de la puerta principal , hay un voladizo, y los lados de la puerta hay celosías de obra que sirven de ventanas. Por fuera, está rodeada de un parque recreativo, barbacoas y mesas situadas bajo las sombras de los pinos, es uno de los lugares más bonitos de la comarca. 
En ella se organizan distintas celebraciones, como la festividad de San Cristóbal, día en que tiene lugar una masiva bendición de vehículos. Y, el 11 de septiembre, también se celebra la Diada de Cataluña, ese día se cocina una paella popular para toda la población y se organizan diferentes actos representativos.